# 2022년 서자와 지진
2022년 서자와 지진은 2022년 11월 21일 13시 21분(현지 시각, UTC+07:00)에 인도네시아 서자와주 치안주르 인근에서 발생한 모멘트 규모 Mww5.6의 지진이다. 단층은 주향이동단층에서 발생한 지진이며 진원 깊이는 11 km이다. 이 지진으로 335명에서 635명의 사망자가 발생했으며 7,729명이 부상을 입었으며 5명이 실종되었다. 치안주르현 내 16개구의 주택 62,628채 이상이 피해를 입었다. 2018년 술라웨시 지진 이후 인도네시아에서 발생한 사망자가 가장 많은 지진이다. 지진 발생 후 측정된 진도는 수정 메르칼리 진도 계급 기준 VIII이다.

## 지질학적 환경

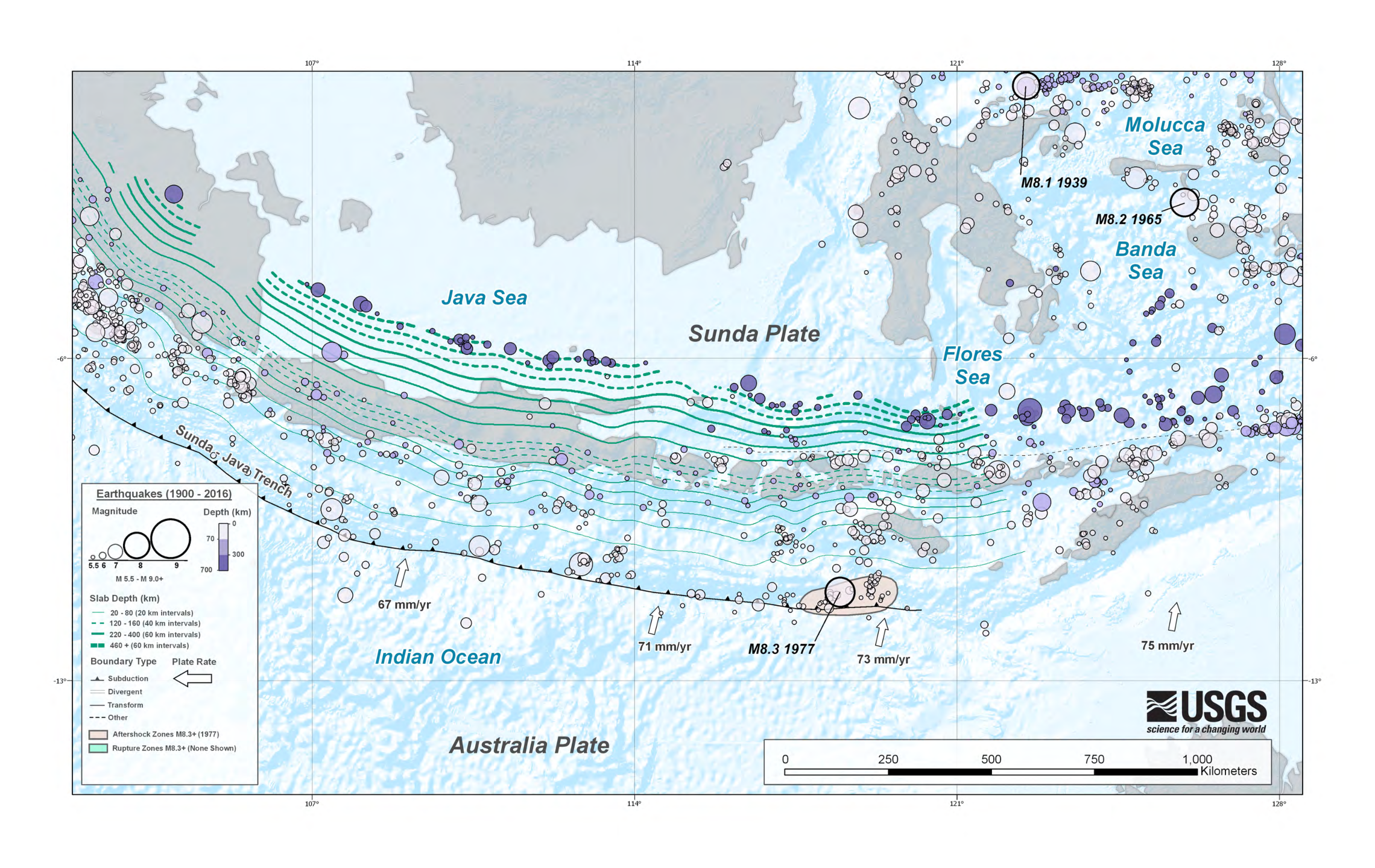
자와섬 인근의 지각 판을 그린 지도

자와섬은 북쪽의 순다판과 남쪽의 오스트레일리아판의 수렴 경계 위에 있다. 순다 해구라고 불리는 이 경계에서 북쪽으로 이동하는 오스트레일리아판이 순다판 아래로 섭입한다. 이 섭입대는 최대 규모 M8.7에 달하는 대지진을 일으킬 수 있으며, 자와섬 해안가에서 섭입해 밑으로 들어간 오스트레일리아판이 암석권에서 매우 깊은 깊이의 슬래브 내부 지진을 일으킬 수 있다. 이 섭입대는 1994년과 2006년 두 차례 대지진과 큰 쓰나미를 일으켰다. 2009년에 발생한 슬래브 내부 지진도 큰 피해를 일으켰다.
자와섬 인근 수마트라섬의 판 경계를 가로지르는 매우 비스듬한 수렴 경계와 비교하면 자와섬의 판 경계는 거의 수직에 가깝다. 하지만 위에 올라탄 순다판 내에는 약한 좌수향 주향이동 요소가 존재한다. 그 원인이 되는 지질 구조로 시만다리 단층이라고 추정된다. 지자기하학 분석과 결합된 현장 조사에 따르면 시만다리 단층대는 비교적 넓은 단층 및 습곡대로 총 6개의 단층분절이 확인되었다. 단층대의 오래된 부분은 좌수향 주향이동 성분이 더 강한 반면, 젊은 부분은 역단층 및 좌수향 주향이동성분이 섞여 있는 사교단층성 미끄러짐이 더 강하게 나타난다.
서자와주의 지진 기록은 1844년부터 시작되었으며 1910년, 1912년, 1968년, 1982년, 2000년에 발생한 지진으로 많은 주택이 피해를 입었다. 1982년 지진에서 여러 사람이 목숨을 잃었다. 2000년에는 규모 M5.1의 지진으로 약 1,900채의 주택이 큰 피해를 입었다. 또한 자와섬에서는 천발지진이 드물게 일어나지만 큰 인명피해를 일으킨다. 1924년 워노소보현 인근에서 발생한 두 차례의 지진으로 800여명이 사망했다. 20세기 자와섬에서 발생한 4차례의 다른 지진도 10명에서 100명 사이의 사망자를 만들었다. 또한 2006년에는 인근 욕야카르타에서 지진이 일어나 약 5,749명이 사망했다. 시만다리, 렘방, 바리비스 단층과 같은 지각 내 얕은 부분에 있는 단층은 지진 피해를 줄 가능성이 큰 지진 위험도가 높은 단층으로 평가된다.

## 지진

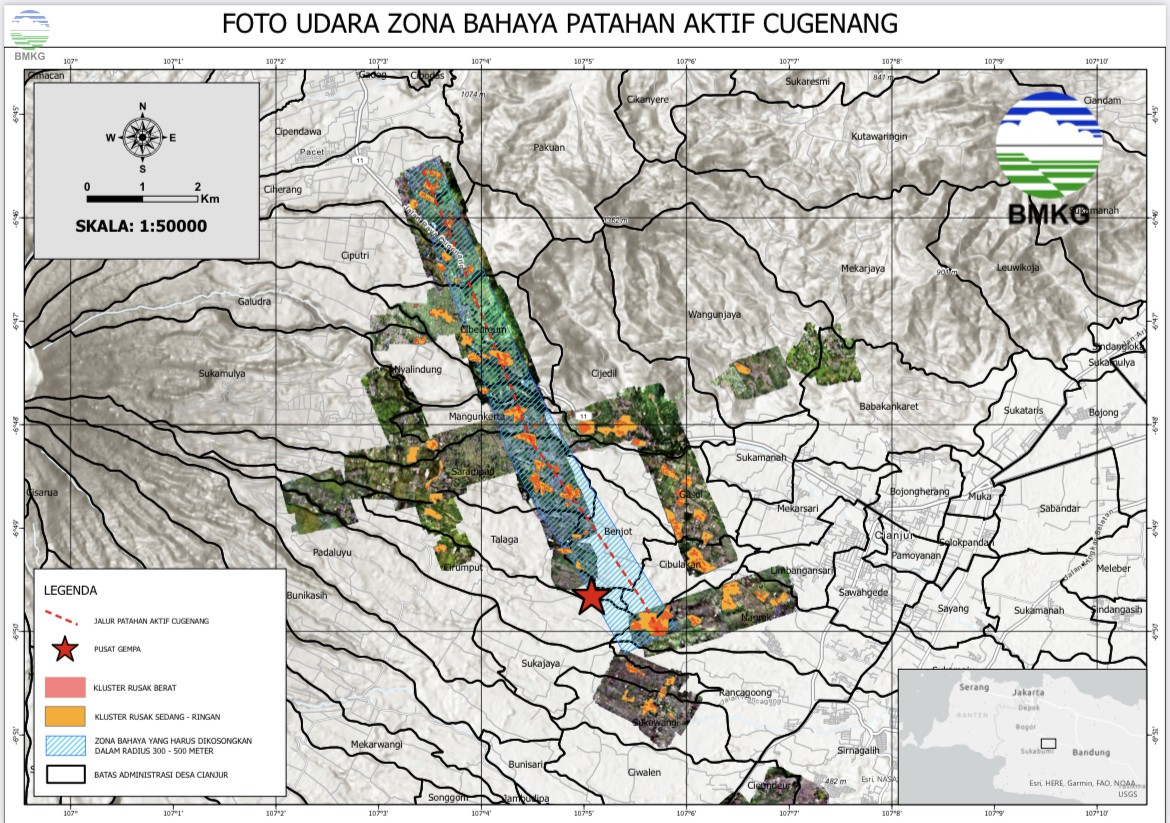
진원과 지진 발생 추정 단층을 그린 지도

인도네시아 기상기후지구물리학청(BMKG)에 따르면 지진은 진원 깊이 11 km 지점에서 발생한 천발지진이다. 진앙은 게데산 경사면에 있다. 미국 지질조사국(USGS)은 지진 순다판 지각 내부에 있는 주향이동단층의 움직임으로 발생한 지진이라고 분석했다. 지진의 단층면해는 북쪽을 주향으로 하고 거의 수직으로 내려가는 우수향 주향이동단층 혹은 동쪽을 주향으로 하고 거의 수직으로 내려가는 좌수향 주향이동단층에서 발생한 지진으로 분석된다.
440여차례 발생한 여진 분석을 통해 각각 서남서-동북동, 북북서-서남동 방향으로 교차하는 2개의 교차단층이 확인되었다. 이 단층은 이전에는 화산 퇴적물에 묻혀 확인되지 않았던 단층이다. 재위치 분석 결과 두 개의 단층분절에 해당하는 6~8 km 크기의 두 여진역이 발견되었다. 지진은 서남서-동북동 주향 단층이 처음 파열되고 이어 교차하는 다른 단층을 따라 여진이 유발되었다고 추정된다.

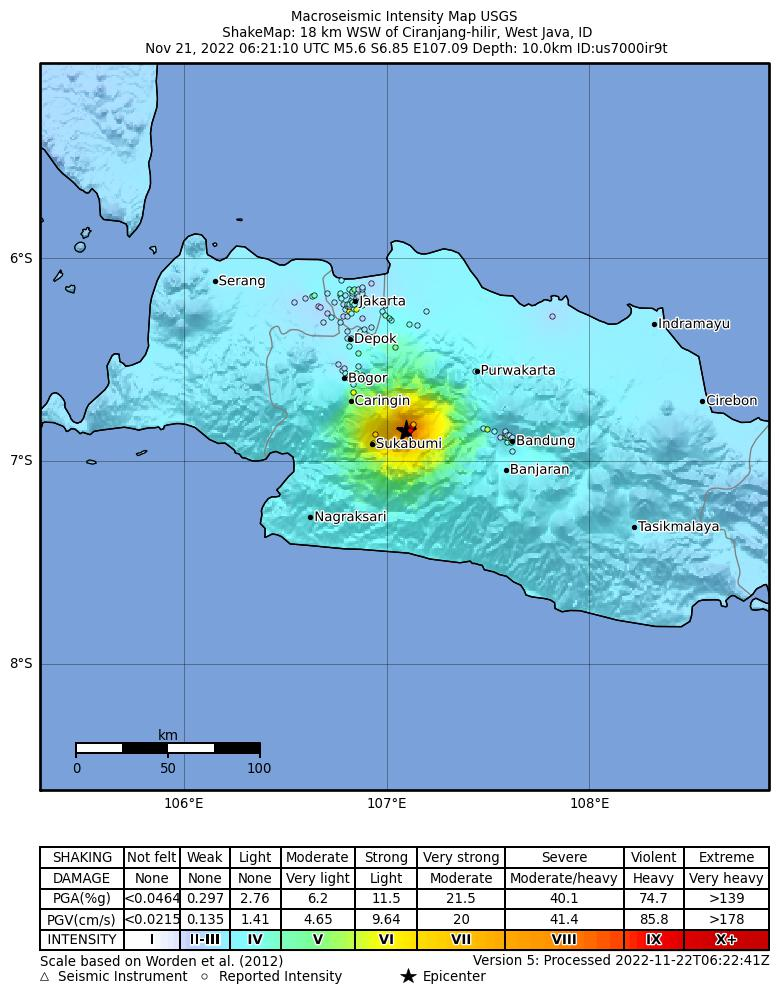
미국 지질조사국이 분석한 각 지역별 흔들림 정도를 그린 지도

이번 지진은 진앙 동남쪽 지역과 동북-서남 방향 주향을 중심으로 수정 메르칼리 진도 계급 기준 최대진도 VIII를 관측했다. 치안주르에서는 진도 VI~VII이, 가루트와 수카부미에서는 진도 IV~V이 감지되었다. 치마히, 렘방, 반둥, 치카롱웨탄, 랑카스비퉁, 보고르, 레박현에서는 진도 III의 흔들림을 관측했다. 란카에켁, 탕에랑슬라탄, 자카르타, 데폭에서는 II~III의 흔들림이 느껴졌다. 인도네시아 화산조사국의 치안주르현 현지 조사 결과 게데산 위 퇴적된 화산암층에서 가장 많은 피해가 발생했음이 드러났다. 쿠게낭 지역, 특히 가솔과 사람파드 마을의 건물 피해가 심각해 지질학자는 이 지역의 수정 메르칼리 진도를 VII~VIII로 계산했다. 치안주르, 와룽콘당, 겍브롱 지역도 최대진도 VII에 가까운 피해가 발생했다. 이번 지진으로 측정된 최대 지반 가속도(PGA)은 동서 방향 0.145 g이다.

## 피해
인도네시아 국가재난대책청(BNPB)은 이번 지진의 피해가 막심한 상황이라고 발표했다. 치안주르현 32개구 중 16개 구에서 피해가 발생했으며 쿠겡낭 지역이 가장 큰 피해를 입었다.
지진 피해액은 총 4조 루피아에 달한다. 주택 최소 62,628채가 피해를 입었으며 그 중 27,434채가 거주가 불가능할 정도로 큰 피해를 입었다. 주택 외에도 학교 524채, 종교 시설 144채, 상업 건물 13채와 의료 시설 3채도 피해를 입었다. 인도네시아 종교부는 모스크 21채가 피해를 입었다고 발표했다. 칠라카우구에서는 수많은 2~3층 건물이 피해를 입었고 작은 마트가 완전히 무너졌다.

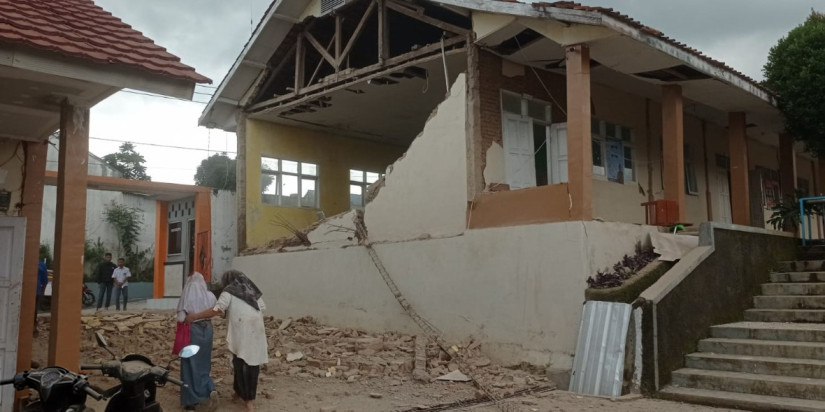
지진으로 외벽이 거의 무너진 치안주르의 한 건물 모습

약한 화산암으로 구성된 토양이 있는 지역에 지진이 일어나며 여러 산사태도 발생했다. 푼칵-치파나스-치안주르 도로에 일어난 한 산사태로 국도가 끊겼다. 또한 도로를 따라 일어난 산사태로 나무가 쓰러지고 전봇대가 뿌리부터 뽑혀 나가 전선도 잘려나갔다. 쿠게낭구에서는 2건의 산사태가 일어났다. 쿠게낭의 주택 8채가 있는 한 마을은 산사태로 완전히 매몰되었다.
지진으로 366,000채 이상의 주택에서 정전이 발생했다. 수카부미현에서는 주택 최소 681채, 학교 6채, 종교 시설 10채가 피해를 입었다. 사망자는 없었으나 부상자 11명이 발생했고 58개 가구가 집을 잃었다. 카린긴구에서는 학교 2채와 주택 89채가 피해를 입었으며 1명이 부상을 입었다. 보고르현에서는 주택 78채와 이슬람 기숙학교인 마드라사가 피해를 입었다. 서반둥현에서는 주택 5채와 사원이 피해를 입었으며 1명이 부상을 입었다. 데폭에서도 경미한 피해가 있었다.
인도네시아의 수도인 자카르타에서도 지진의 흔들림이 강하게 느껴져 주민들이 거리로 뛰쳐나갔다. 고층 건물도 크게 흔들리고 많은 사람들이 대피했다. 북자카르타의 안콜 마을에서는 한 아파트 벽면에 큰 균열이 생겼다.

## 사상자
BNPB에서는 사망자를 335명으로 집계했으며 이 중 165명의 신원을 확인했다.
치안주르 시장인 헤르만 수헤르만은 총 사망자수는 635명이라고 주장한다. 시장은 사망자 대부분이 종교적 이유로 친인척이 즉시 매장하고 사망 사실을 제대로 관청에 보고하지 않았기 때문에 제대로 집계되지 않았다고 말했다. 이에 따르면 쿠게낭구에서는 사망자가 총 397명으로 지진 피해를 입은 13개 중 사망자가 가장 많다고 밝혔다. 또한 치안주르구에서는 78명이, 와룽콘당구에서는 50명이 사망했다. BNPB는 12월 13일 사망자수의 차이를 해결하기 위해 추가 확인 및 재평가 작업을 실시한다고 밝혔다. 기관은 사망자가 신고되지 않고 사망증명서도 제시되지 않는다면 사망자로 확인할 수 없다고 밝혔다.
사망자 대부분은 건물 붕괴로 발생했다. 대다수는 떨어지는 파편에 맞아 사망한 여러 학교의 학생으로 집계되었다. BNPB는 사망자의 1/3이 어린이라고 밝혔다. 겍브롱구의 한 마을인 치칸차나에서는 학생 6명이 머리 부상으로 사망했다. 쿠에낭구에서는 산사태로 파묻힌 시신 10구가 발견되었다. 치제딜 마을은 산사태로 약 30명이 사망했다. 또한 공장 붕괴로 1명이 사망하고 20명이 부상을 입었다.
지진으로 7,729명이 부상을 입었으며 이 중 593명이 중상을 입었다. 5명은 현재도 실종 상태인데 붕괴된 구조물 아래에 묻혀 있을 가능성이 높다. 학생 수십명이 학교에서 떨어진 파편으로 부상을 입었다. 부상자들은 치안주르 내 4개 병원으로 이송되었다. 치안주르 내 병원에 갑자기 많은 부상자가 들어오면서 주차장에 야전병원이 건설되었다. 치마칸 병원에서는 237명이 치료를 받아 150명이 퇴원했고 13명이 사망했다. 그 외 지진으로 114,683명이 집을 잃고 실향민이 되었다.

### 구조와 수색

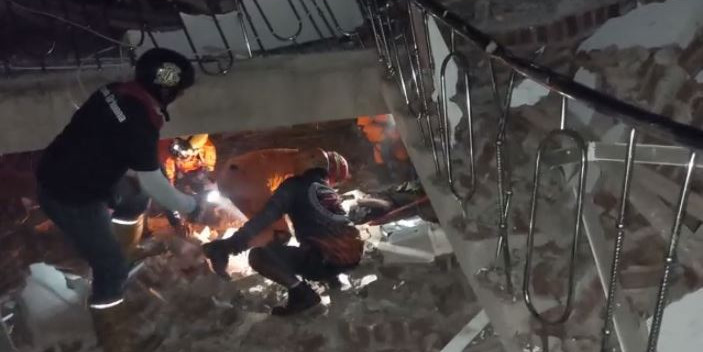
붕괴된 건물에서 생존자를 수색하는 구조대

11월 21일부터 12월 20일까지 30일간 비상사태가 선포되었다. 구조대 약 6천명이 현지로 배치되었다. 인도네시아 의사협회에서 의사 200명을 동원했고, 국가수색구조국은 5개 피해 지역에 인력과 장비를 동원했다. 수색 및 구조팀은 실종자 수색에 배치되었다. 헬리콥터가 항공 조사를 실시하고 사람들을 대피시켰다.
실종자 수색을 위해 12개 구에 796명의 수색대가 배치되었다. 서자와주 주지사인 리드완 카밀은 자바르 신속대응팀의 대응을 주문했다. 이 팀은 치안주르현의 쿠겐낭, 와룽콩동, 파쳇치파나스 지역에 도착했다. 폭우와 산사태 위협으로 수색 및 구조 작업이 계속 지연되었다. 또한 계속된 여진으로 추가 산사태가 발생할 위험성도 있었다. 11월 23일 구조대는 산사태로 마을이 메몰된 쿠겐낭 마을에 도착했다. 6세 아이가 무너진 집 아래에서 이틀동안 갇혀 있다 구조되었다.
11월 24일 구조대 1천명 이상이 구조견, 중장비, 맨손 등을 이용해 실종자 수색을 빠르게 진행했다. 치안주르 현정부는 2022년 12월 30일까지 수색 작업을 계속한다고 발표했다. 하지만 비와 계속되는 산사태로 남은 실종자 39명의 수색이 더뎌졌다. BNPB는 마을에 중장비가 배치될 것이라 말했지만 중장비의 잘못된 사용은 살아있을 수도 있는 실종자를 위험에 빠뜨릴 수 있으며 도로 상황도 불량했다. 11월 25일에도 실종자 수색은 계속되어 추겐낭구에 수색대 472명과 구조견 2마리가 수색했다. 이 날 수색 지역에서 산사태에 파묻힌 시신 7구가 발견되었다. 11월 26일에는 8구의 시신이 추가로 발견되었다.
실종자 수색은 11월 30일에 종료될 예정이었으나 실종자 신고가 더 많이 접수되어 12월 3일까지 수색이 연장되었다. 12월 4일 현정부는 3일간 수색을 더 연장하자는 논의를 진행했다. 국가수색구조국은 남은 실종자 8명에 대한 수색을 12월 20일까지 진행하겠다고 발표했다.

## 여파

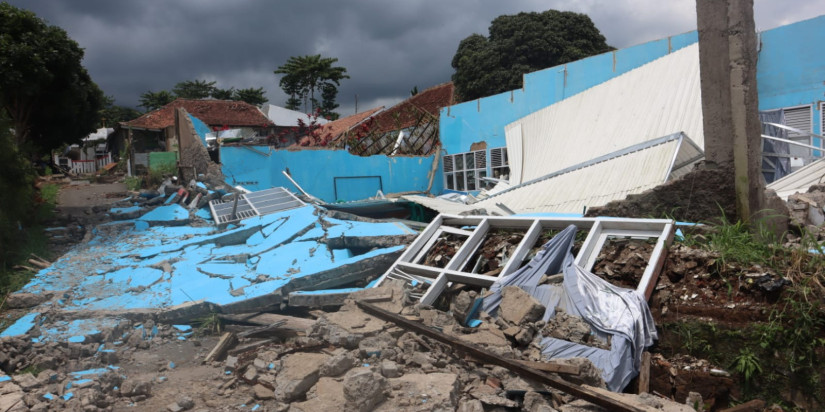
지진으로 붕괴된 치안주르의 건물 모습

치안주르의 생존자는 공공장소나 앞마당에 텐트를 펴 지냈다. 11월 22일 한 생존자는 지원이 없어 여전히 홀로 살고 있는 상태라고 말했다. 여진의 공포로 주민들은 집으로 돌아가지 않았다. 치안주르구의 파모야난 마을에서는 주민 150여명이 파빌리온 아래에서 밤을 지냈다. 다른 주민들은 길가나 상점의 처마 아래에서 보냈다. 11월 22일 아침에도 음식이 제대로 공급되지 않았다.
BNPB는 피해를 입은 주택은 내진 설계가 되어 있는 주택으로 재건하겠다고 발표했다. 공공사업 및 주택부는 인력과 중장비를 동원해 도로의 나무와 산사태 잔해를 제거했다. 치안주르구에는 정전도 발생했다. 페루사한 리스트릭 네가라 회사(국영 전력회사)는 지진으로 1,957개 변전소에 피해가 발생해 366,675명의 고객에게 정전을 복구시키기 위해 작업자가 배치되었다. 11월 22일 아침까지 1,802개 변전소를 복구해 전체 정전 면적의 89%의 복구에 성공했다.
11월 29일 치안주르현 관료는 이재민들 사이에서 급성 호흡기 감염, 고혈압, 설사 사례자 2천건을 보고했다.

### 재건
인도네시아 정부는 내진설계가 되어 있는 주택 재건을 위해 5천만 루피아를 편성했다. 중간 혹은 약한 피해를 입은 주택은 1천만 루피아 상당의 지원기금을 통해 수리를 받는다. 재건 및 수리 작업은 공공사업 및 주택부에서 수행할 계획이다. 모든 이재민이 심각한 피해를 입진 않았지만, 여진으로 많은 이재민이 집을 잃었다. 11월 25일에는 파손된 주택에 관련된 데이터가 수집되었다. 주민들을 대피시키고 실종자 수색을 계속하는 등 재건 준비도 계속 진행되었다. 정부 부처와 지방 정부에서 자금 지원을 하기로 결정했다. 칠라쿠구의 시르나갈리의 약 2 ha 영역에 실향민을 이주하기 위한 200채의 주택 건설이 시작되었다. 인간개발 및 문화조정부 장관인 무하드지르 에펜디는 재건 1기에 손상된 주택 8,341채를 수리하겠다고 발표했다.
쿠겐낭 단층의 확인과 함께 BMKG는 단층과 교차하는 곳에 있는 여러 마을에 있는 1,800채 주택을 이전해야 한다고 발표했다. BMKG는 현재의 지진 위협 때문에 단층 구간 위 지역의 주택 재건을 금지시켰다. 2023년 4월 27일 기준 주택 총 351채가 재건되었다.

## 반응

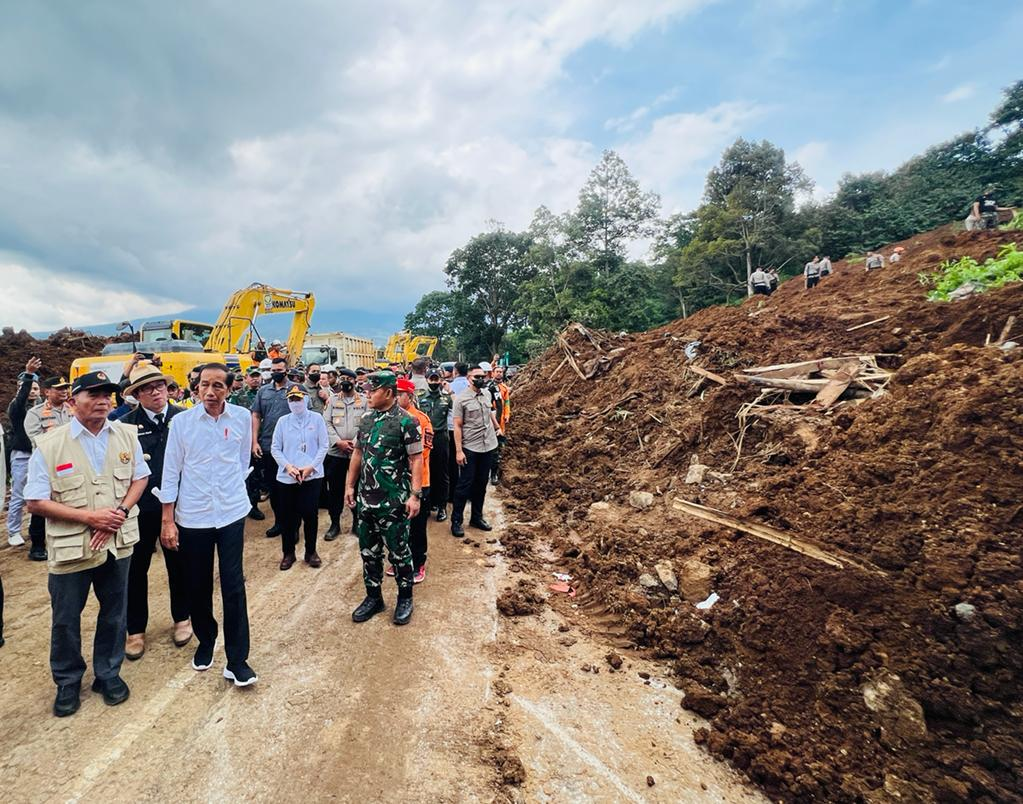
지진으로 발생한 산사태 현장을 방문한 조코 위도도 대통령

인도네시아의 대통령 조코 위도도는 공공사업 및 주택부 장관인 바수키 하디물조노에게 피해 조사를 지시했다. 바수키 장관은 11월 21일 21시 45분에 치안주르현에 도착했다. 위도도 대통령에 따르면 심각한 혹은 중간 정도의 주택 피해를 입은 주민은 각각 5천만 루피아와 2,500만 루피아를 지원할 것이라 발표했다. 가벼운 피해를 입은 주택에는 1천만 루피아를 지원했다. BMKG는 주민들에게 불안정한 경사면에서 발생할 수 있는 비와 돌발홍수에 주의하라고 말했다. 기관 책임자인 드위코리타 카르나와티는 불안정한 사면에서 흙더미가 쓸려나가 홍수와 산사태를 일으킬 수 있다고 경고했다. 또한 주민들에게 홍수 위협 때문에 경사면과 강둑에 다가가지 말라고 말했다.
후세인 사스트란네가라 공군기지에서 의료 전문가 5명을 포함한 인원 35명이 피해 지역으로 파견되었다. 또한 기지에서 식량, 의약품, 주방용품 및 기타 물건을 보급해주었다. 인근 부대에서 1천명 이상의 군인이 피해 지역으로 파견되었다.
산사태로 도로가 막히고 일부 마을의 도로가 차단되어 헬리콥터가 파견되어 물과 음식을 공수했다. 12월 6일에는 대나무로만든 급조다리로 생존자들을 구호하던 도중 경찰관 한명이 강에 빠져 가벼운 부상을 입었다. 서자카르타 정부는 2억 5천만 루피아를 지원했고 다른 지역 기업들도 합쳐 총 5억 루피아를 기부했다. 12월 7일 칼리자티구의 치코포-팔리마난 유료도로에서 구호품을 운송하던 픽업트럭과 버스가 충돌하는 사고가 발생해 1명이 사망했다.
기타 인도네시아 내 반응과 지원은 다음과 같다.
- 인도네시아 사회부: 지진 피해를 입은 7개 구에 대형 텐트 1천개를 설치했다. 즉석식품과 공공주방도 제공했다.[107]
- 교육문화연구기술부: 텐트와 교육 자료를 제공했다.[108]
- 인도네시아 농업부: 26억 9천만 루피아 상당의 식량을 제공했다.[109]
- 인도네시아 재무부: 중소기업 지원을 위한 지원금 1억 8,500만 루피아를 포함해 총 2억 루피아의 원조를 제공했다.[110]
- 동칼리만탄주: 주정부에서 50억 루피아를, 파세르현 및 베라우현에서 20억 루피아를 지원해 총 70억 루피아를 제공했다.[111]
- 서파푸아주: 10억 루피아를 기부했다.[112]
- 말루쿠주: 말루쿠주의 인도네시아 국가경찰이 1억 루피아를 기부했다.[113]
- 서수마트라주: 주지사 마헬디 안샤루랄이 피해 지역에 포장된 른당 음식 1.3톤을 기부했다.[114]
- 치레본현: 10억 루피아를 기부했다.[115]
- 리아우주: 주지사 샴수아르가 5억 3,300만 루피아를 기부했다.[116]
- 아체주: 아체주 정부가 지진 피해자인 치안주르 내 아체인에게 기부금을 전달했다.[117]
- 카리문현: 현정부가 2억 6,900만 루피아를 기부했다.[118]
- 동롬복현: 12억 루피아를 기부했다.[119]
- 브카시: 시 정부에서 2억 7,200만 루피아를 기부하고 기본적인 물품을 제공했다. 12월 12일까지 시정부는 20억 루피아 기부를 목표로 활동했다.[120]
- 팔루: 3억 2,400만 루피아를 기부했다.[121]
- 모조케르토: 2억 1천만 루피아를 기부했다.[122]
- 수라바야: 수라바야 정부가 치안주르의 지진 피해자들에게 셈바코(피해 지원) 패키지 1천개를 제공했다.[123]
- 중앙자와주: 18억 7천만 루피아를 기부했다.[124]
- 페르타미나: 공공 주방에 쌀 12톤을 기부했다. 식용유, 라면, 달걀, 비스킷, 물도 제공했다. 또한 세면도구, 방수포, 매트리스, 담요 등 기타 구호물품도 제공했다. 한 관계자는 물품을 충분히 받을 때까지 계속 공급하겠다고 말했다.[125]
- 케레타 아피 인도네시아: 5억 루피아를 기부했으며 철도 이동식 병원을 치안주르에 파견했다.[126]
- 하지 파이낸셜 매지니먼트: 22억 루피아 상당의 기본 식량, 텐트, 위생용품, 공동주방 및 어린이 필요품을 기부했다.[127]

### 국제적 지원
- 중화인민공화국: 중국 정부가 미화 10만 달러를 지원했다.[128]
- 말레이시아: 말레이시아 대사관이 7억 5천만 루피아를 지원했다.[129]
- 러시아: 주 인도네시아 러시아 대사관이 인도네시아 적신월사와 함께 인도적 구호를 제공했다.[130]
- 싱가포르: 인도네시아 가사노동자 및 지역단체가 기금 모금을 돕고 구호를 제공했다. 싱가포르 적십자사는 식량, 쉼터, 응급 조치를 포함한 긴급한 필요 자원에 5만 달러 지원을 약속했다.[131] 싱가포르 정부는 적십자사에 미화 10만 달러를 기부했다.[132]
- 대한민국: 대한민국 정부는 미화 50만 달러를 지원했다.[128][133]
- 타이완: 미화 10만 달러의 인도적 지원을 제공했다.[134] 또한 키데르가르텐 학교 건물 개축을 지원했다.[135]
- 태국: 태국 정부가 미화 5만 달러를 지원했다.[128]
- 아랍에미리트: 주 인도네시아 아랍에미리트 대사관은 인권 보장 조치와 함께 치안주르의 피해자들에게 영구 주택 200채를 지원했다.[136]
- 유럽연합: 20만 유로를 지원했다. 인도네시아 적신월사의 구호품 지원도 도와주었다. 이동 진료소도 세우고 구급차를 배치했다. 이 원조로 26,000명이 혜택을 입었다.[68]
- 보잉: 미화 30만 달러를 지원했다.[137]
- 국제 원조 구호 기구: 매트리스, 주방 용품, 사롱 등 필수 구호품을 500가구에 제공했다.[138]
- 소니그룹: 미화 21,500 달러를 지원했다.[139]
- 불교자제자선사업기금회(츠지 기금회): 인도네시아 불교자제자선사업기금회가 자카르타 특별수도지역, 파호아 통합사립학교 및 RTV와 협력해 인도적 지원을 제공했다.[140]

## 같이 보기
- 2022년 지진
- 인도네시아의 지진 목록